# Перепелиця Максим Олегович
Макси́м Оле́гович Перепели́ця (28 листопада 1990 — 25 листопада 2017) — молодший сержант 95-ї окремої аеромобільної бригади Збройних Сил України, учасник російсько-української війни.

## Життєпис
Народився 1990 року в місті Житомир. З малих років мешкав у селі Давидівка (Хорошівський район). Закінчив 9 класів ЗОШ села Давидівка, потім — загальноосвітню школу села Грушки. 2008 року вступив до Житомирського технологічного коледжу, але не закінчив його. 29 жовтня 2009 року призваний на строкову службу — проходив у Десні, після закінчення якої 2011-го підписав контракт; служив в 30-й бригаді, з 2014-го — у житомирській десантній бригаді. З 2013 року проживав у Житомирі.
З перших днів війни — на фронті; командир відділення, молодший сержант, снайпер роти снайперів 95-ї бригади.
25 листопада 2017 року загинув в обідню пору, рятуючи пораненого бійця — сержанта Литвинчука Дмитра — зазнав поранення від кулі снайпера біля одного з опорних пунктів поблизу смт Верхньоторецьке; снайпер не давав витягнути пораненого Дмитра, він помер від крововтрати.
Похований у свій день народження 28 листопада 2017 року на Смолянському військовому кладовищі Житомира.
Без Максима лишились мама Галина Миколаївна, батько і сестра.

## Нагороди та вшанування
- указом Президента України № 42/2018 від 26 лютого 2018 року «за особисту мужність і самовіддані дії, виявлені у захисті державного суверенітету та територіальної цілісності України, зразкового виконання військового обов'язку» — нагороджений орденом «За мужність» III ступеня[1]
- 4 березня 2019 року нагороджений відзнакою «Народний Герой України» (посмертно)
- 9 травня 2018 року у Хорошівському районному військкоматі відкрито меморіальну стіну на честь бійців, загиблих у війні серед них й Максим
- 9 травня 2018 року в селі Грушки відкрили меморіальну дошку Максиму Перепелиці
- 11 травня 2018 року у селі Давидівка Хорошівського району відкрито меморіальну дошку Максиму Перепелиці.